# ユナイテッド 40 (航空機)
ユナイテッド 40
MAKS-2013で地上展示されたユナイテッド 40
- 用途：無人航空機（UAV）
- 分類：偵察機、攻撃機、対潜哨戒機
- 製造者：ADCOMシステムズ（英語版）
- 運用者：

  -  アラブ首長国連邦
  -  アルジェリア
  -  エジプト
  -  ロシア

ユナイテッド 40（英: United 40）は、ADCOMシステムズが開発した中高度・長時間滞空型無人航空機（MALE）。機体名称は、アラブ首長国連邦建国40周年を記念して名付けられた。偵察や戦闘損害評価、通信中継などを主な用途して開発された。

## 機体
ユナイテッド 40の機体構成は、タンデム翼の主翼を備え、推進装置にピストンエンジンを採用している。
ADCOMシステムズでは対地攻撃可能なBlock 5と、対潜哨戒機仕様のBlock 6も開発しており、Block 6の開発にはイタリアのレオナルド S.p.Aグループ企業のWASSが協力している。Block 5はレーザー誘導爆弾や対戦車ミサイルなどの兵装を搭載可能になっており、機外装備のレーザー目標指示装置を利用して、他機から発射された精密誘導兵器の誘導を行うことが可能であり、Block 6は主翼下と胴体下部の計6か所のハードポイントにポッド類または兵装を搭載可能で、広範囲にソノブイを投下して音響情報を収集し、戦術データ・リンクによって他の対潜哨戒機や対潜ヘリコプターにアップリンクするほか、航空魚雷を装備して潜水艦に対する攻撃を行うことも可能となっている。
運用高度7,000ｍで、最大120時間の運用が可能である。

## 派生型
- ユナイテッド 40 - 偵察機型
- ユナイテッド 40 Block 5 - 対地攻撃機型
- ユナイテッド 40 Block 6 - 対潜哨戒機型
- アルジェリア 54 - アルジェリアでの名称[4]

## 採用国
- アラブ首長国連邦[1]
- アルジェリア[4]
- エジプト[5]
- ロシア[6]

## 性能諸元
出典
- 全幅：20m
- 全長：11.13m
- 全高：4.38m
- 最大離陸重量：1,500kg
- ピストンエンジン×1基
- エンジン推力：115hp
- 最大速度：75 - 220km/h
- 運用高度：7,000m
- 航続時間：120時間
- 兵装最大搭載量：1,000kg